# Bombala Council
Bombala Council is een Local Government Area (LGA) in de Australische deelstaat New South Wales. Bombala Council telt 2.467 inwoners. De hoofdplaats is Bombala .